# Señores papis (telenovela argentina)
Señores papis es una telenovela Argentina  producida y emitida por la cadena Telefe. Se estrenó el 6 de enero de 2014 y finalizó el 27 de noviembre del mismo año. Se emitió de Lunes a Viernes, excepto los Miércoles, a las 23:30. La serie fue escrita por Cecilia Guerty y Pablo Junovich, y dirigida por Gustavo Luppi, Omar Aiello y Pablo Vásquez. Protagonizada por Luciano Castro,Joaquín Furriel, Luciano Cáceres y Peto Menahem. Coprotagonizada por Laura Novoa, Vanesa González, María Abadi, Gloria Carrá, Mercedes Oviedo y Marcela Guerty. También, contó con las actuaciones especiales de Mónica Scapparone,Marcela Kloosterboer y la primera actriz Patricia Palmer. Y las presentaciones de los niños Agustín Bello, Uma Saludende, Naomi Kogan, Marco Bertelli, Manuel Marcer y Olivia Gutiérrez.

## Sinopsis
La historia cuenta las vivencias de cuatro padres modernos Favio  Carbonetti (Luciano Castro), Ignacio Moreno (Joaquín Furriel), Franco Bertossi (Luciano Cáceres) y Mauro de Leone (Peto Menahem) y atractivos que se hacen amigos al compartir diariamente charlas en la puerta del Jardín de Infantes de sus hijos. Además de acompañarse en los conflictos, vicisitudes, malabarismos, sorpresas y abismos que le trae sumergirse en la paternidad, se verán involucrados en las historias personales de cada uno de ellos. Al compartir diariamente la puerta del Jardín de Infantes, al verse identificados en los problemas que atraviesan como padres y al sentirse pares en un mundo mayormente poblado de madres, estos cuatro hombres se van uniendo y consolidando una amistad poderosa y entrañable.

## Elenco y personajes
- Luciano Castro  - «Favio  “Chori” Carbonetti»
- Joaquín Furriel - «Ignacio “Nacho” Moreno»
- Luciano Cáceres - «Franco Bertossi»
- Peto Menahem - «Mauro de Leone»
- Gloria Carrá - «Carla de Leone»
- Marcela Kloosterboer - «Helena Villaverde»
- Laura Novoa - «Rocío Soler»
- Vanesa González - «Luján Cisneros»
- María Abadi - «Emma Valente»
- Luis Luque - «Roberto “Roby” Carbonetti»
- Mónica Scapparone - «Anyelina Yoli»
- Tupac Larriera  - «Luca Carbonetti»
- Martina Campos - «Nina de Leone»
- Marcela Guerty - «Giselle Pastor»
- Patricia Palmer - «Nelly Moreno»
- Diego Gentile - «Benicio»
- Fabián Arenillas - «Mosca»
- Mario Alarcón - «Hilario de Leone»
- Benjamín Amadeo - «José Pablo Arregui»
- Sabrina Carballo - «Zoe»
- Magela Zanotta - «Andrea»
- Eugenia Alonso  - «María Inés García Sastre»
- Ignacio Toselli - «Luis Miguel “Carucha” Fornari»
- Lucrecia Oviedo - «Gala»
- Rocío Domínguez - «Nani»
- Agustín Bello - «Pedro Carbonetti»
- Uma Salduende - «Vera Carbonetti»
- Naomi Kogan - «Julia Bertossi»
- Manuel Cumelen Marcer - «Thiago de Leone»
- Marco Bertelli - «Yónatan “Yoni” Crespo»
- Olivia Gutiérrez - «Morena Bertossi»
- Luis Brandoni - «Rafael Rodríguez Merlo»
- Julieta Díaz - «Daiana Crespo»
- Diego Alonso - «Ezequiel Torres»
- Martina Gusmán - «Karina Crespo»
- Marco Antonio Caponi - «Julián Aragón»
- Mónica Antonópulos - «Mariana Negri»
- Lito Cruz (十) - «Dios»
- Julieta Cardinali - «Magdalena»
- Peter Lanzani  -  «Martín Frenkel»
- Mercedes Oviedo - «Sofía Rodríguez Merlo»
- Elías Viñoles - «Román Villaverde»
- Noelia Marzol - «Daniela»
- Emilio Bardi - «Elías Ibáñez»
- Fernanda Metilli - «Paula»
- Agustina Vícoli - «Pato»
- Diego Leske - «Manfrini»
- Lorena Vega - «Juana»
- Belén Chavanne - «Pía»
- Silvina Luna (十)- «Sabrina Menéndez»
- Jorge Varas (十) - «García»
- Leonardo Astrada - él mismo.
- Georgina Frescó -  «Morena Adolescente»
- Justina Ceballos - «Julia Adolescente»
- Florencia Tesouro - «Naty»
- Mario Moscoso - «Benavídez»
- Facundo Parolari - «Pato»
- Selva Lione - «Sandra»
- Guillermo Marcos - «Herrero Sánchez».
- Daniel Gallardo - «César»
- Luis Gianneo - «Edgar»
- Sandra Criolani - «Trinidad “Trini" Bertossi»
- Edgardo Moreira - «Dardo Páez Vila»
- Giselle Motta - «Abril Páez Vila»
- Valentina Lanuza - «Lucía»
- Gustavo Conti - «Bernardo»
- Sheila González - «Susana Carson»
- Analía Couceyro - «Jimena»
- Agustín Sullivan - «Alejo»
- Florencia González - «Mecha»
- Belén Persello  - «Jessica Venturini»
- Javier Pedersoli - «Osvaldo»
- Anita Gutiérrez - «Anahí Gendell»
- Diego Márquez - «Javier Griesa»
- Emme - «Celeste»
- Marcelo Melingo - «Ulises»
- Gabriel Villalba - «Lenny Castro»
- Federico Barga - «Chaki»
- Richard Wagener - «Catriel»
- Natalia Santiago - «Flor»
- Sandra Villani - «Curinaria»
- Sol Gaschetto - «Fernanda»
- Ana Laura Moscatto - «Marisa»
- Rodrigo Gosende - «Luis Venturini»
- Ayelen Dotti - «Laura»
- Marcelo Xicarts - «Dante»
- Nicolás Fiore - «Danilo Rodríguez Merlo»
- Agostina Fabrizio - «Magali»
- Hernán Márquez - «Padre de Magali»
- Joaquín Rapalini Olivella - «Nacho de pequeño»
- Guido D’Albo - «Tabarini»
- Paula Brasca - «Eugenia»
- Daniel Miglioranza - «Jorge Villaverde»
- Ana María Castel - «Madre de Franco»

## Premios y nominaciones
| Año  | Premio               | Categoría                                  | Nominados                         | Resultado | Ref.  |
| ---- | -------------------- | ------------------------------------------ | --------------------------------- | --------- | ----- |
| 2015 | Premio Martín Fierro | Mejor Ficción Diaria                       | Señores Papis                     | Nominado  | [ 2 ] |
| 2015 | Premio Martín Fierro | Mejor Actor Protagonista de Ficción Diaria | Luciano Cáceres                   | Nominado  | [ 2 ] |
| 2015 | Premio Martín Fierro | Mejor Actor Protagonista de Ficción Diaria | Joaquín Furriel                   | Nominado  | [ 2 ] |
| 2015 | Premio Martín Fierro | Mejor Actriz de Reparto                    | Gloria Carrá                      | Nominado  | [ 2 ] |
| 2015 | Premio Martín Fierro | Mejor Cortina Musical                      | Cuatro Vientos Bersuit Vergarabat | Nominado  | [ 2 ] |

## Ficha técnica
- Una producción de Telefe
- Autores: Cecilia Guerty – Pablo Junovich
- Coautor: Santiago Guerty
- Con la música de Bersuit Vergarabat
- Autor y compositor: Daniel Alberto Suárez
- Iluminación: Armando Catube – Fernando Romero – Diego Salinas
- Corrección de color: Fernando Gabriel Rivas (AAC)
- Sonido: Carlos Serrano – Roberto Gregorio – Emilio Robirosa
- Escenografía: Silvana Giustozzi – Sergio Carnevali – Roberto Domínguez
- Ambientación: Manuel Paz
- Asesoría de vestuario: Georgina Duarte – Adriana Vázquez
- Casting: Karin Gilszlak – Martín Bustos
- Asistentes de dirección: Daniel Iglesias – Ricardo Calapeña – Gonzalo Díaz Servidio
- Coordinación de producción: Eugenia Roulet
- Coordinación de postproducción: Alejandro Pis Sánchez
- Edición: Fernando Salmerón - Alejandro Luccioni - Gabriel Magnanelli
- Productores técnicos: Facundo Tripiccio – Alejandro Rojas
- Productor ejecutivo: Chacho Cordone
- Dirección: Gustavo Luppi – Omar Aiello – Pablo Vásquez

## Crítica
Tuvo buenas críticas por parte de la prensa. Clarín destacó la historia y la frescura de los más chicos. La buenas actuaciones especialmente la de Menahem y escenas deliciosas, las cámaras fueron recorriendo esos laberintos de amores, desamores, desgarros y sorpresas, mientras los datos sobre quién era quién iban cayendo solos, invitando al espectador a deducir algunas situaciones, algo que no siempre ocurre y se agradece.

## Versiones
- Señores papis (2016 - 2017), producida en Chile por Mega, es protagonizada por Francisco Melo, Jorge Zabaleta y Simón Pesutic.
- ¡Muy padres! (2017 - 2018), producida en México por Imagen Televisión, es protagonizada por Víctor González, Mario Morán y Héctor Suárez Gomís.
- Oteckovia (2018 - 2022)[3] producida en Eslovaquia por TV Markíza, protagonizada por Marek Fašiang, Vladimír Kobielsky, Filip Tůma y Braňo Deák
- Señores Papis (2019), producida en Perú por  América Televisión y Del Barrio, es protagonizada por Aldo Miyashiro, André Silva y Rodrigo Sánchez Patiño.
- Mintaapák (2019) producida en Hungría para TV2
- Tate (2020), producida en Serbia por  TV Prva y Smart Media Production, es protagonizada por Miljan Prljeta, Andrej Šepetkovski, Filip Juričić y Branko Janković.
- Татковци (2020 - 2021), producida en Bulgaria por bTV, es protagonizada por Filip Bukov, Hristo Padev, Pavel Ivanov y Stoyan Doichev
- Tatuśkowie (2020 - 2021) producida en Polonia
- Queridos Papás (2023), producida en Portugal por TVI y Plural Entertainment, es protagonizada por José Fidalgo, Pedro Sousa, Tiago Teotónio Pereira y Fernando Pires
- Bravo, tată! (2023-presente), producida en Romania por Antena 1 y Dream Film Production, es protagonizada por Liviu Vârciu, Răzvan Fodor, Cosmin Natanticu y Ștefan Pavel.